# Чемпіонат світу з футболу 1978 (плей-оф)
Плей-оф чемпіонату світу з футболу 1978 — заключний етап світової футбольної першості 1978 року, за результатами якого визначалися чемпіон світу і розподіл призових місць. Оскільки формат турніру передбачав два групові етапи, безпосередньо до плей-оф, що проводився за олімпійською системою, виходили лише чотири команди. Причому форматом передбачалося, що на другому груповому етапі розподіл місць визначав відразу фіналістів чемпіонату (переможці груп) і учасників гри за третє місце (команди, що посіли други місця). Тож раунд плей-оф не передбачав півфіналів і фактично складався лише з двох ігор — основного і «втішного» фіналів.
24 червня 1978 року на стадіоні Монументаль у Буенос-Айресі було проведено гру за третє місце, в якій збірна Бразилії мінімально здолала команду Італії, а наступного дня на тій же арені відбувся фінальний матч, в якому господарі турніру аргентинці здобули чемпіонський титул, здолавши у додатковий час збірну Нідерландів.
Час матчів зазначений за місцевим часом (ART)

## Учасники
До раунду плей-оф виходили команди, що посіли перші два місця у кожній із груп другого групового етапу.
| Група | Переможці (вихід до Фіналу) | Другі місця (вихід до гри за третє місце) |
| ----- | --------------------------- | ----------------------------------------- |
| A     | Нідерланди                  | Італія                                    |
| B     | Аргентина                   | Бразилія                                  |

## Матч за третє місце
Збірна Бразилії, єдина команда, що не зазнала жодної поразки по ходу турніру, не відчувала тиску результату і нарешті продемонструвала гру, яку від неї очікували. Аналогічно і її суперники, італійці, грали розкуто і активно комбінували. Відкрити рахунок гри вдалося саме апеннінцям, у складі яких наприкінці першого тайму ударом головою з близької відстані відзначився Франко Каузіо після навісу від Паоло Россі.
Але другий тайм гри пройшов за сценарієм бразильців, які спочатку зрівняли рахунок, а згодом і вирвали перемогу. Особливо видовищним вийшов їх перший гол, який обвідним ударом з кута карного майданчика забив Неліньйо.
| 24 червня 1978 15:00 ART |

| Бразилія                | 2–1      | Італія     |
| ----------------------- | -------- | ---------- |
| Неліньйо 64' Дірсеу 71' | Протокол | Каузіо 38' |

| Естадіо Монументаль, Буенос-Айрес Глядачів: 69,659 Арбітр: Абрагам Кляйн (Ізраїль) |

| ВР                | 1  | Емерсон Леао (к) |       |       |
| ЗХ                | 13 | Неліньйо         | 35'   |       |
| ЗХ                | 3  | Оскар            |       |       |
| ЗХ                | 4  | Амарал           |       |       |
| ЗХ                | 16 | Родрігес Нето    |       |       |
| ПЗ                | 17 | Батіста          | 44'   |       |
| ПЗ                | 5  | Тоніньйо Серезо  |       | 64'   |
| ПЗ                | 11 | Дірсеу           |       |       |
| НП                | 18 | Жил              |       | 45+1' |
| НП                | 19 | Жорже Мендонса   |       |       |
| НП                | 20 | Роберто Динаміт  |       |       |
| Заміни:           |    |                  |       |       |
| НП                | 9  | Рейналдо         | 45+1' |       |
| НП                | 10 | Рівеліно         | 64'   |       |
| Головний тренер:  |    |                  |       |       |
| Клаудіо Коутіньйо |    |                  |       |       |

| ВР               | 1  | Діно Дзофф (к)       |     |     |
| ЗХ               | 6  | Альдо Мальдера       |     |     |
| ЗХ               | 3  | Антоніо Кабріні      |     |     |
| ЗХ               | 5  | Клаудіо Джентіле     | 72' |     |
| ЗХ               | 8  | Гаетано Ширеа        |     |     |
| ПЗ               | 4  | Антонелло Куккуредду |     |     |
| ПЗ               | 13 | Патриціо Сала        |     |     |
| ПЗ               | 9  | Джанкарло Антоньйоні |     | 78' |
| ПЗ               | 16 | Франко Каузіо        |     |     |
| НП               | 18 | Роберто Беттега      |     |     |
| НП               | 21 | Паоло Россі          |     |     |
| Заміни:          |    |                      |     |     |
| ПЗ               | 17 | Клаудіо Сала         |     | 78' |
| Головний тренер: |    |                      |     |     |
| Енцо Беардзот    |    |                      |     |     |

| Асистенти арбітра: Альфонсо Гонсалес Арчундія (Мексика) Карой Палотаї (Угорщина) |

## Фінал
Удруге поспіль переможцем фіналу чемпіонату світу стала команда-господар фінальної частини, цього разу збірна Аргентини, яка у додатковий час здолала команду Нідерландів. Нідерландці таким чином стали першими, хто зазнавав поразки у фіналах двох чемпіонатів світу поспіль.
| 25 червня 1978 15:00 UTC−3 |

| Аргентина                     | 3 – 1           | Нідерланди   |
| ----------------------------- | --------------- | ------------ |
| Кемпес 38', 105' Бертоні 116' | Протокол(англ.) | Наннінга 82' |

| «Монументаль», Буенос-Айрес Глядачів: 71 483 Арбітр: Сержіо Гонелла (Італія) |

| Аргентина | Нідерланди |

| ВР                 | 5  | Убальдо Фільйоль      |     |     |
| ЗХ                 | 15 | Хорхе Ольгін          |     |     |
| ЗХ                 | 7  | Луїс Гальван          |     |     |
| ЗХ                 | 19 | Даніель Пассарелла () |     |     |
| ЗХ                 | 20 | Альберто Тарантіні    |     |     |
| ПЗ                 | 6  | Амеріко Гальєго       |     |     |
| ПЗ                 | 2  | Освальдо Арділес      | 40' | 66' |
| ПЗ                 | 10 | Маріо Кемпес          |     |     |
| НП                 | 4  | Даніель Бертоні       |     |     |
| НП                 | 14 | Леопольдо Луке        |     |     |
| НП                 | 16 | Оскар Альберто Ортіс  |     | 75' |
| Заміни:            |    |                       |     |     |
| ПЗ                 | 1  | Норберто Алонсо       |     |     |
| ВР                 | 3  | Ектор Балей           |     |     |
| ПЗ                 | 8  | Рубен Гальван         |     |     |
| ПЗ                 | 9  | Рене Гаусман          |     | 75' |
| ПЗ                 | 12 | Омар Ларроса          |     | 66' |
| Тренер             |    |                       |     |     |
| Сезар Луїс Менотті |    |                       |     |     |

| ВР            | 8  | Ян Йонгблуд          |     |     |
| ЗХ            | 5  | Руд Крол ()          | 15' |     |
| ЗХ            | 6  | Вім Янсен            |     | 75' |
| ЗХ            | 22 | Ерні Брандтс         |     |     |
| ЗХ            | 2  | Ян Портфліт          | 96' |     |
| ПЗ            | 13 | Йоган Нескенс        |     |     |
| ПЗ            | 9  | Арі Ган              |     |     |
| ПЗ            | 11 | Віллі ван де Керкгоф |     |     |
| НП            | 10 | Рене ван де Керкгоф  |     |     |
| НП            | 16 | Джонні Реп           |     | 58' |
| НП            | 12 | Роб Ренсенбрінк      |     |     |
| Заміни:       |    |                      |     |     |
| ЗХ            | 4  | Адрі ван Край        |     |     |
| ЗХ            | 17 | Вім Рейсберген       |     |     |
| НП            | 18 | Дік Наннінга         |     | 58' |
| ВР            | 19 | Пім Дусбург          |     |     |
| НП            | 20 | Вім Сюрбір           | 94' | 75' |
| Тренер:       |    |                      |     |     |
| Ернст Гаппель |    |                      |     |     |